# Nadia Terranova
Nadia Terranova (Messina, 1º gennaio 1978) è una scrittrice italiana.
Nella sua produzione letteraria ha alternato romanzi classici a libri per ragazzi.

## Biografia
Nata a Messina nel 1978, consegue la laurea in Filosofia nella città di origine e il dottorato in Storia a Catania. Nel 2004 si trasferisce a Roma.
Nel 2012 pubblica Bruno. Il bambino che imparò a volare, ispirato alla vita dello scrittore Bruno Schulz.
Nel 2015 esce Gli anni al contrario, romanzo accolto positivamente da pubblico e critica, e tradotto in francese. Lo stesso anno pubblica Le nuvole per terra (selezionato al Premio Bancarellino), mentre nel 2016 esce Casca il mondo (finalista ai premi nazionali di Letteratura per Ragazzi Premio Cento e Il Gigante delle Langhe).
Il 25 settembre del 2018 è uscito Addio fantasmi. Il romanzo è stato finalista al Premio Strega 2019. Nel 2022 Fanny & Alexander hanno portato in scena al Ravenna Festival l'adattamento teatrale del romanzo (regia di Luigi De Angelis, interpreti le attrici Anna Bonaiuto e Valentina Cervi).
Nel marzo 2019 è stato pubblicato Omero è stato qui, con le illustrazioni di Vanna Vinci, inserito tra i 12 finalisti per il Premio Strega Ragazze e Ragazzi.  Sempre nel 2019 Nadia Terranova ha curato la traduzione di Lettera all'insegnante di mio figlio di Abraham Lincoln (Einaudi Ragazzi) e scritto l'introduzione di Company Parade di Margaret Storm Jameson. A novembre dello stesso anno è uscito il suo primo saggio Un’idea di infanzia. Libri, bambini e altra letteratura.
A maggio 2020 è uscita la raccolta di racconti Come una storia d’amore, che a giugno dello stesso anno è tra le opere candidate al Premio Viareggio. Dalla collaborazione con il fumettista Lorenzo Mattotti, nel novembre 2020 è uscito Aladino e la lampada magica. Ed è del 2020 anche "Non sono mai stata via". Vita in esilio di María Zambrano, libro dedicato alla filosofa spagnola Maria Zambrano con illustrazioni di Pia Valentinis.
Nel febbraio 2022 è uscito il romanzo Trema la notte ambientato nei giorni del terremoto di Messina del 28 dicembre 1908.
Suoi racconti sono stati pubblicati in diverse antologie. Collabora con varie testate tra cui Vanity Fair (dal 2021, dove ha una rubrica, “Sirene”, dedicata a storie di donne contemporanee), La Repubblica, Il Foglio, Tuttolibri. È stata coautrice del programma radiofonico Pascal condotto da Matteo Caccia su Radio Due. Dal novembre 2020 cura e dirige "K", la rivista letteraria de Linkiesta. È tra i docenti della Scuola del libro di Roma.
Nel 2025 con il romanzo Quello che so di te è nella cinquina finalista al Premio Strega.

## Opere

### Romanzi
- Gli anni al contrario, Torino, Einaudi, 2015 ISBN 978-88-06-21731-0.
- Addio fantasmi, Torino, Einaudi, 2018 ISBN 978-88-06-23745-5.
- Trema la notte, Torino, Einaudi, 2022 ISBN 978-88-06-24890-1.
- Quello che so di te, Milano, Guanda, 2025

### Raccolte di racconti
- Come una storia d’amore, Roma, Perrone, 2020 ISBN 978-88-6004-523-2.

### Libri per ragazzi
- Caro diario ti scrivo... con Patrizia Rinaldi, Casale Monferrato, Sonda, 2011 ISBN 978-88-7106-617-2.
- Bruno. Il bambino che imparò a volare, Roma, Orecchio acerbo, 2012 ISBN 978-88-96806-23-4.
- Storia d'agosto, di Agata e d'inchiostro, Casale Monferrato, Sonda, 2012 ISBN 978-88-7106-655-4.
- Le Mille e una Notte raccontate da Nadia Terranova, Roma, La Nuova Frontiera junior, 2013 ISBN 978-88-904773-4-8.
- Le nuvole per terra, San Dorligo della Valle, Einaudi Ragazzi, 2015 ISBN 978-88-6656-262-7.
- Casca il mondo, Milano, Mondadori, 2016 ISBN 978-88-04-66309-6.
- Omero è stato qui, Milano, Bompiani, 2019 illustrazioni di Vanna Vinci ISBN 978-88-452-9691-8.
- Aladino e la lampada magica, Roma, Orecchio Acerbo, 2020, illustrazioni di Lorenzo Mattotti, ISBN 978-8832070477
- Non sono mai stata via. Vita in esilio di María Zambrano, Palermo, RueBallu, 2020, illustrazioni di Pia Valentinis, ISBN 978-8895689340
- Il segreto, Milano, Mondadori, 2021, ISBN 9788804737605, illustrazioni di Mara Cerri
- Il cortile delle sette fate, Milano, Guanda, 2022, ISBN 9788823531277

### Saggi
- Un’idea di infanzia. Libri, bambini e altra letteratura, Trieste-Roma, Italo Svevo Editore, 2019 ISBN 978-88-99028-39-8.

### Racconti in antologie collettive
- Quello che hai amato (Autori Vari, a cura di Violetta Bellocchio, Utet, 2015)
- Di cosa stiamo parlando? (Autori Vari, a cura di Filippo La Porta, Enrico Damiani Editore, 2017)
- Che cosa ho in testa (Autori Vari, a cura di Alberto Rollo, Baldini & Castoldi, 2017)
- Giovani Leoni (Autori Vari a cura di Angelo Ferracuti e Marco Filoni, Minimum Fax, 2017)
- Parole Ostili (Autori Vari, a cura di Loredana Lipperini, Laterza 2018)
- Alfabeto Camilleri (Autori Vari, a cura di Paolo Di Paolo, Sperling & Kupfer, 2019)

### Prefazioni e introduzioni
- Roma Negata (di Igiaba Scego e Rino Bianchi, Ediesse, 2014)
- Orgoglio e pregiudizio (di Jane Austen, Mondadori, 2016).[22]
- Al buffet con la morte (di Anna Toscano, La Vita Felice, 2018)
- Company Parade (di Margaret Storm Jameson, Fazi Editore, 2019)[23]
- Fiabe Italiane (di Italo Calvino, Illustrazioni di Emanuele Luzzati Mondadori, 2019)
- Favola del Castello senza tempo (di Gesualdo Bufalino, illustrazioni di Lucia Scuderi, Bompiani, 2020)
- Prima e dopo (di Alba de Céspedes, Cliquot, 2023)

### Traduzioni
- Lettera all'insegnante di mio figlio (di Abraham Lincoln, Einaudi Ragazzi, 2019 illustrazioni di Giulia Rossi)

## Riconoscimenti
- 2011-12 - "Premio Speciale Nisida-Roberto Dinacci" (all'interno del "Morante Ragazzi") 2011[24] e "Premio Nazionale di Letteratura per Ragazzi Mariele Ventre" 2012 (Sezione narrativa 12-16 anni)[25] per Caro diario ti scrivo... (con Patrizia Rinaldi)
- 2012 - Premio Napoli (sezione Libri per bambini e per ragazzi) e "Premio Laura Orvieto" per Bruno: il bambino che imparò a volare
- 2015-16 - Premio Fiesole Narrativa Under 40,[26] Premio Bergamo,[27] Premio Bagutta 2016 (sezione Opera prima),[28] "The Bridge Book Award",[29] "Premio Grotte della Gurfa" 2015,[30][31] "Premio Viadana" (ex aequo con Una storia quasi perfetta, di Mariapia Veladiano),[32] "Premio Viadana Giovani" 2016 e Premio Brancati[33] per Gli anni al contrario
- 2019 - Premio Letterario Nazionale “Subiaco Città del Libro”,[34] Premio Alassio Centolibri,[35] Premio Martoglio,[36] “Premio Città di Penne-Mosca-America”[37] e "Premio Mario La Cava" per Addio Fantasmi[38]
- 2022-23 - Premio Andersen per il miglior libro 9/12 anni[39] per Il segreto; Premio Elio Vittorini 2022[40]  e "Premio Piero Ottone"[41] per Trema la notte